# Сражение при бухте Бентри
Сражение при бухте Бентри (англ. Battle of Bantry Bay) — морское сражение, состоявшееся 11 мая 1689 года у залива Бентри в юго-западной части Ирландии между французским и английским флотами.
Граф Шато-Рено, вышедший из Бреста с десантным корпусом, который он должен был высадить на берегу Ирландии, подошел 9 мая к городу Корку. Услышав о приближении английской эскадры под командованием адмирала Герберта, он решил произвести высадку в заливе Бентри, более удобном, чем Коркский рейд. Герберт следил за французским флотом с середины апреля и подошел вечером 10 мая ко входу в залив Бентри.
Французам оставалось высадить один полк, когда фрегаты дали знать о приближении неприятеля. Предоставив мелким судам и транспортам высадку, Шато-Рено начал сниматься с якоря; маневр этот был исполнен беспрепятственно, так как ветер, дувший прямо из бухты, не позволял англичанам войти в неё. Выстроив эскадру в линию баталии, Шато-Рено около 10.30 утра решительно спустился на англичан. Увидев маневр французов, Герберт повел эскадру из залива, чтобы принять бой на просторе, и приказал двум кораблям своего авангарда и легким судам выйти на ветер французов и проникнуть в бухту, чтобы помешать высадке; но командовавший французским авангардом контр-адмирал Габаре успел помешать выполнению этого маневра, выйдя из линии своего флота. Скоро бой перешел в беспорядочную свалку, в которой на стороне французов оказалось численное превосходство. Младшие флагманы Габаре и Форан, особенно последний, командовавший французским арьергардом, не последовали примеру своего адмирала, действовали вяло и не поддержали кордебаталии, лишив Шато-Рено возможности совершенно раздавить английский центр. Нерешительность действий этих адмиралов вызывалась их недоброжелательством к младшему по службе начальнику эскадры.
Английская эскадра отступила в беспорядке. Шато-Рено не преследовал, чтобы не удаляться от места высадки. Выполнив без дальнейших препятствий свою задачу, Шато-Рено 18 мая вернулся в Брест, а Герберт ушел в Портсмут. Потери обеих сторон были незначительны, главным образом в личном составе. Несмотря на неудачу англичан, адмирал Герберт и весь личный состав его эскадры были щедро награждены королём Вильгельмом, стремившимся привлечь к себе английский флот и умалить значение его неудачи. Гораздо хуже действовало французское правительство. Габаре и Форан не только не подверглись никакой ответственности, но первый из них был скоро произведен в следующий чин.